# Gebrauchsmustergesetz
Das Gebrauchsmustergesetz dient im gewerblichen Rechtsschutz als Sicherung der gewerblichen Immaterialgüter neben dem Patentgesetz, dem Markengesetz und dem Designgesetz.
Das Gebrauchsmuster ist ein Schutzrecht, das dann zur Anwendung kommt, wenn die Erteilung eines Patents nicht möglich oder nicht sinnvoll ist. Das ist dann der Fall, wenn die Anforderungen an ein Patent durch die Erfindung nicht erreicht werden (es kommt nur auf die „Neuheit“ an). Es mag auch dann Verwendung finden, wenn ein Patentschutz nicht rechtzeitig erreicht werden kann, weil die Erfindung erwartungsgemäß alsbald zu einem weiteren Fortschritt der Technik führt oder der Patentschutz angestrebt wird, aber nicht schnell genug zu erreichen ist.
Weiters besteht im Gebrauchsmustergesetz die Möglichkeit bei einer Veröffentlichung des Erfindungsgegenstands durch den Anmelder selbst bis zu sechs Monaten vor der Anmeldung dennoch ein rechtsbeständiges Schutzrecht zu erlangen (Neuheitsschonfrist). Dies ist beim Patent nicht möglich, eine Vorveröffentlichung durch den Erfinder selbst führt zur mangelnden Neuheit und schließt eine Patenterteilung aus.